# Avindustrialisering

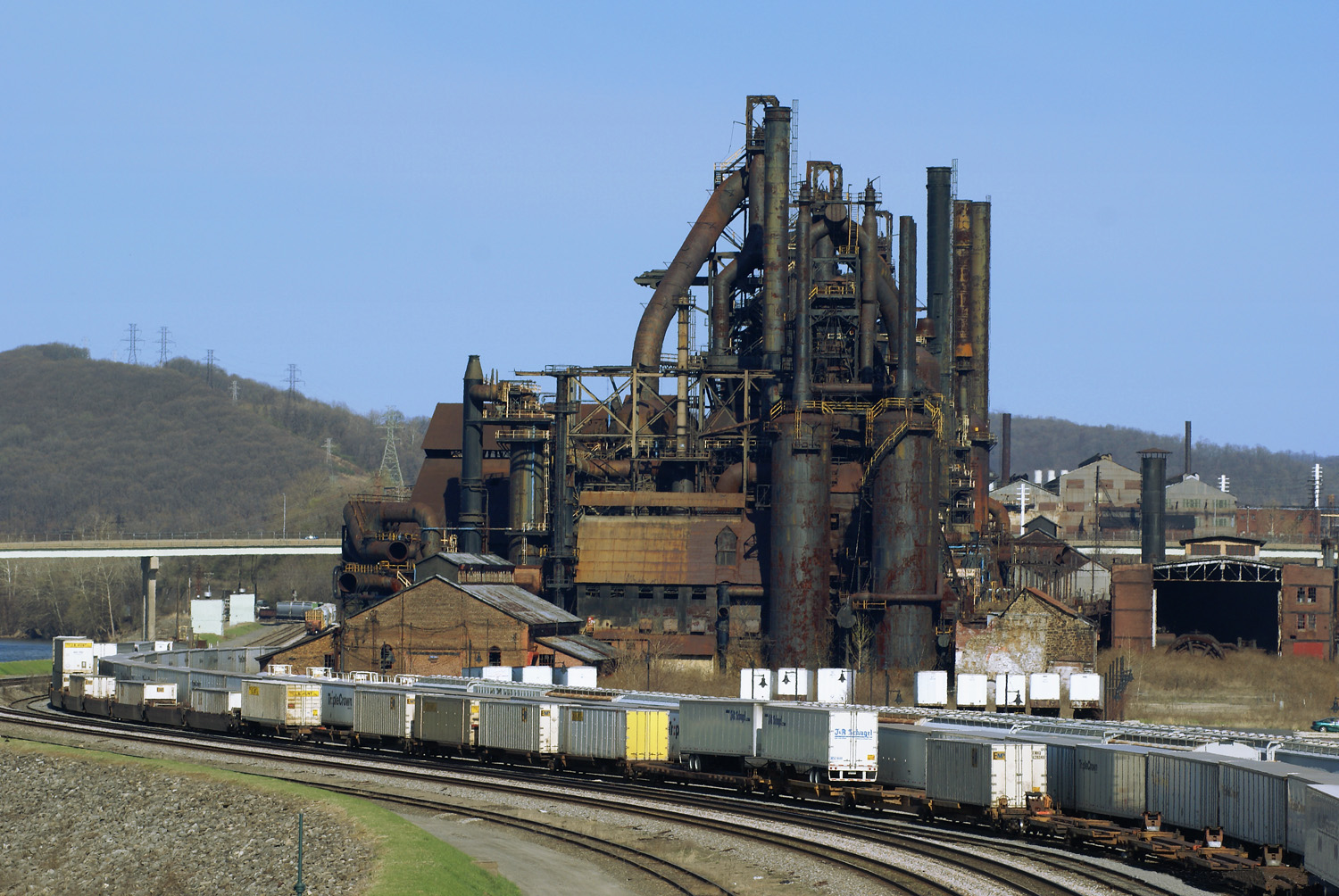
Bethlehem Steel, ett stålverk i Pennsylvania i östra USA, idag ombyggt till kasino

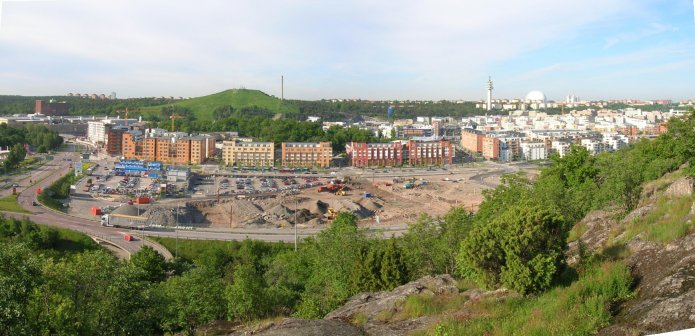
Lugnets industriområde (området i bildens mitt) i sydöstra Stockholm revs på 2000-talet och ersattes av bostadsbebyggelse

Avindustrialisering är en socioekonomisk förändringsprocess med bakgrund i en ihållande nedgång av en stat eller regions industriella sektor, särskilt tillverkningsindustrin.  Förutom ett statistiskt fall i industriproduktion och en fysisk förändring i landskapet i form av övergivna fabriker, har avindustrialiseringen en social och kulturell påverkan på en befolkning och dess landskap. Det brukar omfatta en expansion av tjänstesektorn.

## Efterkrigstidens avindustrialisering
Avindustrialisering har identifierats i de flesta industrialiserade staterna sedan efterkrigstiden. Från och med OPEC-kartellens oljechock 1973 och den efterföljande lågkonjunkturen kom avindustrialiseringen att intensifieras i den industrialiserade världen, särskilt i Storbritannien. Samtidigt som, eller till följd av, avindustrialiseringen har arbetstillfällen inom tjänstesektorn ökat: från 1960 till 1990 minskade de industrialiserade ländernas BNP av tillverkningsindustrin från 31,0 till 21,5 procent samtidigt som tjänstesektorn inom samma tidsperiod ökade från 51,6 till 64,7 procent.

### Effekter på arbetslösheten
Arbetslösheten ökade i samband med avindustrialiseringen. Den ökning av arbetstillfällen inom tjänstesektorn som karaktäriserar avindustrialiseringen, har inte ersatt förlorade arbetstillfällen inom tillverkningsindustrin: den totala sysselsättningsförändringen av ökningen och förlusten av arbetstillfällen inom tillverkningsindustrin och tjänstesektorn i Liverpool för perioden 1981-1990 var -25,7 procent. Samma siffror för Glasgow och Manchester var -13.1 respektive -12,9 procent. Sedan mitten av 1970-talet har långtidsarbetslöshet dessutom blivit ett vanligt förekommande problem i industrialiserade länder. Under 1980-talet blev även ungdomsarbetslöshet ett överhängande problem, särskilt i de orter som karaktäriserades som industristäder. 1987 var exempelvis arbetslösheten bland män och kvinnor under 25 i Glasgow, 73 procent respektive 52 procent.

### Regionala fall

#### Stora sjöområdet i USA
Avindustrialiseringen i USA har framförallt varit kännbar i de nordöstra delarna av landet, bland städerna runt Stora sjöarna. Med hänvisning till fallet inom industriproduktion benämns ibland området som Rostbältet. Mellan 1970 och 2000 minskade antalet arbetstillfällen inom tillverkningsindustrin i Detroit med 65 procent, från 186215 till 64586. Liknande siffror återfinns i andra städer i området: från 1976 till 1996 föll antalet arbetstillfällen inom tillverkningsindustrin i Pittsburgh med 52,7 procent, från 251 771 till 119 073. En bidragande faktor till avindustrialiseringen är en ökad konkurrens inom bil- och stålindustrin, som var några av regionens huvudsakliga industrinäringar.
Avindustrialiseringen påverkade Chicago kraftigt under 1980-talet. Processen påbörjades under mitten av 1940-talet med en långsam utflyttning av industrier från innerstaden till stadens förorter: mellan 1979 och 1986 föll antalet arbetstillfällen inom tillverkningsindustrin i innerstaden med 37 procent. Situationen var så pass diger att tidningen Chicago Tribune deklarerade staden "economic invalid... a city on the brink". Under 1990-talets högkonjunktur ökade antalet arbetstillfällen i industrin något, men föll sedan åter med 25 procent mellan 1998 och 2005. Antalet arbetstillfällen inom tjänstesektorn ökade från 1980-talet, i likhet med andra avindustrialiserade regioner. 